# Los Santos de Maimona
Los Santos de Maimona es un municipio y localidad española de la provincia de Badajoz, en la comunidad autónoma de Extremadura. El término municipal tiene una población de 8070 habitantes (INE 2024). Pertenece a la comarca de y al Partido judicial de Zafra.

## Geografía
Integrado en la comarca de Zafra-Río Bodión, se sitúa a 75 kilómetros de la capital provincial. Su término municipal tiene una extensión de 108,62 km².
Los límites del municipio son los siguientes:
| Noroeste: Fuente del Maestre      | Norte: Villafranca de los Barros | Nordeste: Ribera del Fresno |
| Oeste: Fuente del Maestre y Zafra |                                  | Este: Hinojosa del Valle    |
| Suroeste: Zafra                   | Sur: Puebla de Sancho Pérez      | Sureste: Usagre             |

### Relieve
El terreno es llano o suavemente ondulado, solo interrumpido por alargadas lomas de escaso relieve que corren de noroeste a sureste, iniciándose en el cerro del Castillo y continuando por los cerros de Resbala. Al sur de Los Santos de Maimona se erige la sierra de San Cristóbal, que continúa a lo largo del límite del término en dirección noroeste por la sierra de Los Santos, y la sierra los Olivos que, interrumpida por el valle del arroyo Robledillo, continúa más al norte por la sierra de Cabrera. La altura de estos accidentes no sobrepasa nunca los 660 m sobre el nivel del mar.
Las tierras del llano son profundas y arcillosas, la mayoría de secano, exceptuando feraces huertas que rodean la población. El clima es suave, con inviernos cortos y veranos calurosos.
La villa se encuentra situada en un valle de suaves lomas: la Sierra de San Jorge, la de San Cristóbal y Cabrera. Ocupa la parte más cercana a la comarca Tierra de Barros.
La altitud oscila entre los 657 m en la sierra de San Cristóbal (cerro Resbala) y los 440 m al noreste, a orillas del arroyo del Palomar. El pueblo se alza a 526 m sobre el nivel del mar.

### Fauna y flora
Se cultivan la vid, el olivar, cereales y almendros. La ganadería es principalmente porcina, ovina y vacuna, con algunas granjas avícolas. Es una zona rica en caza menor abundando las perdices, conejos, liebres y aves de paso. Existen zonas carboníferas, calizas para la fabricación de cemento y canteras de piedra y mármol.

### Hidrografía
La red fluvial la constituyen arroyos de escaso caudal que sufren estiaje total a partir de la primavera, no corriendo de nuevo hasta las primeras aguas otoñales.
El resto del agua y el abastecimiento a Los Santos proviene de pozos ricos y superficiales, que se extienden a lo largo de todo el término municipal. La pluviosidad es escasa predominando los vientos del este.

### Accesos
Es una de las poblaciones mejor comunicadas del sur de la provincia de Badajoz, es una encrucijada de caminos por la que transcurren las siguientes vías de comunicación:
- Carretera N-630 y autovía A-66 (Gijón-Sevilla).
- Carretera autonómica EX-101, que conecta con Zafra.
- Carretera provincial BA-120, que conecta con Ribera del Fresno.
- Carretera provincial BA-131, que conecta con Hinojosa del Valle.
- Línea de ferrocarril Mérida-Sevilla.

## Historia
Los orígenes de esta población se remontan a la época del Calcolítico (2500 años a. C.).[cita requerida] Los primeros asentamientos se localizan en la sierra del Castillo, donde se han encontrado restos arqueológicos que lo demuestran y que se encuentran en el Museo Municipal, como pesas de telar y fragmentos de cuchillos de sílex.
Continúa la población viviendo durante la Edad del Bronce y sobre el año 50 a. C. fue ocupada por los romanos, en esta época el pueblo comienza a organizarse y se sitúa en medio de una de las grandes calzadas de aquellos momentos (Vía de la Plata) que unía Mérida con Sevilla, y estas sierras pasan a ser las fronteras entre la Bética y la Lusitania.
Más tarde sobre el 712 fue ocupada por los musulmanes, al parecer fue un clan de una de las siete tribus bereber, llamado Banu Maimun, la que se asentó aquí y nos dejó su huella toponímica, recuerdo del paso de este pueblo es el inicio del mismo, donde ahora tenemos el casco antiguo, parece ser que era un alto al que llamaron Cabezo de Maimona y desde donde comienzan a organizar y trazar sus calles.[cita requerida] Otro reducto de su paso son las numerosas norias y molinos situados en las huertas alrededor del pueblo y que algunas han llegado hasta nuestros días.
Los Santos de Maimona fue un lugar de relevancia en época medieval. Una prueba de ello es que en el cerro donde hoy se erige su castillo, se encontraba el mojón que marcaba la confluencia de los límites territoriales entre Badajoz, Mérida y Montemolín.
En 1240 llegan los cristianos a esta zona con la Reconquista,[cita requerida] es durante el reinado de Fernando III el Santo y fue Rodrigo Iñiguez, maestre de la Orden de Santiago, quien lo conquistó, quedando la Orden con el título de Encomienda,[cita requerida] así pasa a pertenecer a la Orden de Santiago y será en el siglo XVI cuando alcance su mayor prosperidad, siendo también de esta época sus monumentos más importantes.
A la caída del Antiguo Régimen la localidad se constituye en municipio constitucional en la región de Extremadura. Desde 1834 quedó integrado en el Partido judicial de Zafra. En el censo de 1842 contaba con 1080 hogares y 4150 vecinos. Hasta 1873 perteneció a la diócesis del Priorato de San Marcos de León. A partir de ese año fue anexionada a la diócesis de Badajoz.[cita requerida] Hasta la reforma de la nomenclatura municipal de 1916 el municipio se llamaba simplemente Los Santos. En dicha fecha su nombre fue modificado por el de Los Santos de Maimona.

## Demografía
Los Santos de Maimona cuenta con una población de 8070 habitantes (INE 2024).
| Gráfica de evolución demográfica de Los Santos de Maimona entre 1842 y 2021                                         |
| |
| Población de derecho según los censos de población del INE Población de hecho según los censos de población del INE |

## Economía
Principalmente la agricultura y otros sectores ligados a la industria y servicios de la cercana Zafra. Hace años se cerró una fábrica de cementos. Actualmente se pretende instalar en las inmediaciones una refinería de petróleos, lo que ha suscitado cierta polémica en la ciudad y en la comarca, con defensores, que esperan desarrollo económico y puestos de trabajo, y detractores, que temen contaminación y desprestigio de la comarca.

## Patrimonio

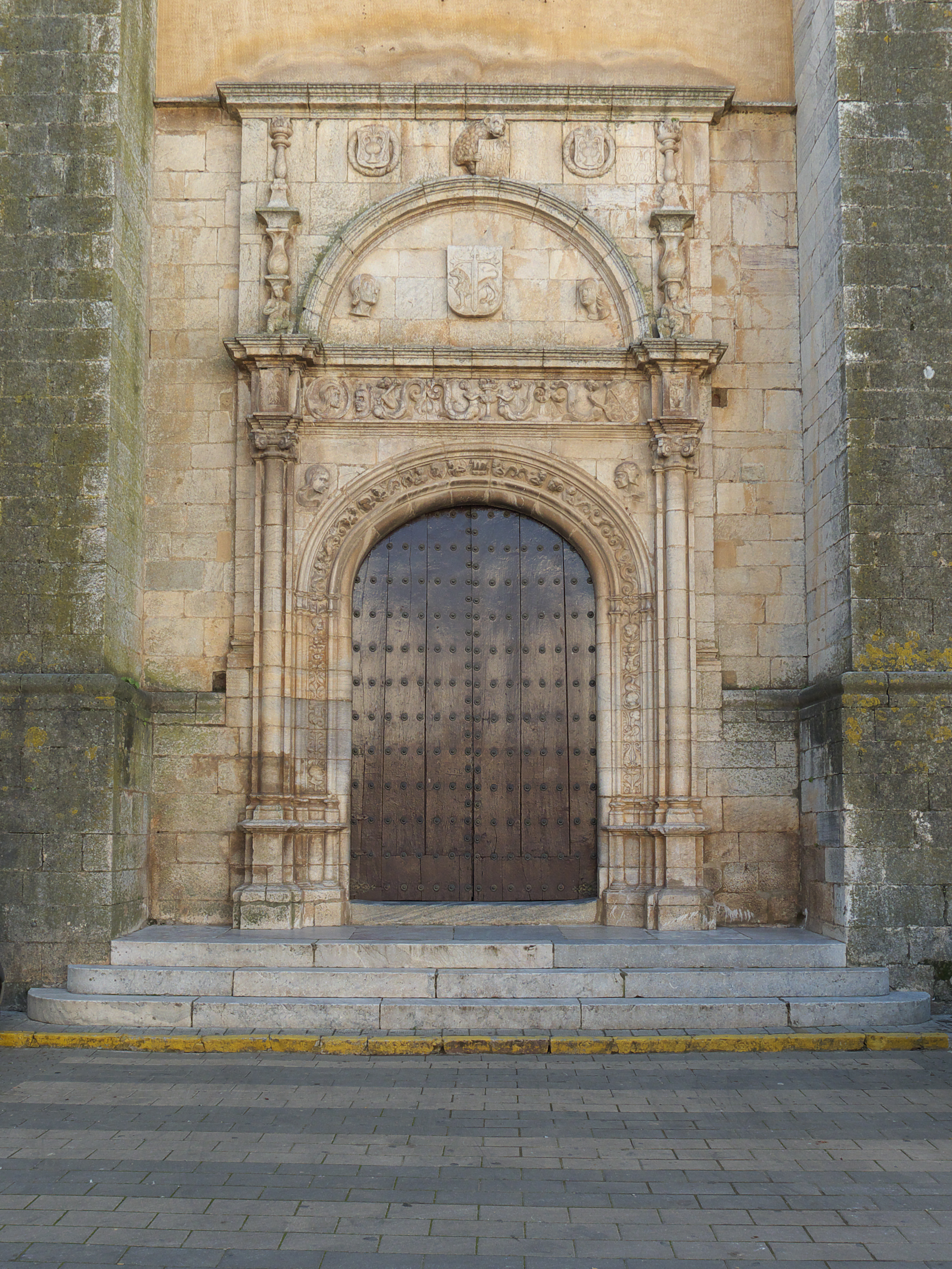
Puerta del Perdón de la iglesia de Nuestra Señora de los Ángeles

- Iglesia parroquial de Nuestra Señora de los Ángeles, delimita uno de los costados de la plaza y es una construcción arquitectónica del siglo XVI.[7][8]
- Convento de la Concepción, se sitúa en la calle Maestro Rasero y es un edificio de estilo renacentista fundado a finales del siglo XVI por Alonso de Carvajal. La fachada principal está formada por dos cuerpos separada por un friso. El cuerpo inferior consta de dos columnas de orden dórico adosadas a ambos lados de la puerta y el superior posee dos columnas de orden jónico adosadas al vano, coronado por un frontón triangular clásico. En el interior hay un amplio claustro de estilo herreriano y capillas de estilo gótico - florido.
- Ermita de San Lorenzo, construida hacia 1717 por los hermanos de la Cofradía de San Lorenzo, está ubicada en la confluencia de la calle Ramón y Cajal y San Lorenzo. En esta ermita se encuentra la imagen de San Judas Tadeo, por lo que es frecuentada por numerosos devotos. Se sabe que el pueblo de Los Santos era un pueblo de numerosas ermitas dedicadas a varios santos, de aquí surge una de las hipótesis del topónimo del pueblo. Varias de las ermitas de las que hay constancia son la de San José, San Cristóbal, San Bartolomé, la Magdalena, Santiago, pero la que se conserva es la Ermita de San Lorenzo.
- Ermita de San Isidro, de construcción moderna. Se construyó utilizando antiguas instalaciones de extracción de piedra de cemento.
- Santuario de Nuestra Señora de la Estrella. Se sitúa a las afueras del pueblo por la carretera de Badajoz, a un kilómetro del pueblo. Al principio de este camino hay un convento, un edificio construido por la familia Carvajal, consta de una capilla de una sola nave, una espadaña con campana. Para su bendición y apertura trajeron a la beata Matilde, fundadora de las Amantes de Jesús. En principio fue Asilo-hospital de ancianos, luego parvulario-colegio y más tarde internado de niñas huérfanas, regido por las popularmente conocidas como Monjas Azules. En 1972, con la llegada de las Religiosas Doroteas, se crea un Centro de Promoción de la Mujer, actuando también como el primer consultorio médico de Los Santos. Hoy en día es guardería municipal.
- Ermita de Ntra. Sra. de La Estrella. Se construyó a finales del siglo XIII y principios del siglo XIV. Se accede al patio de la ermita mediante un cierre de mampostería, rematado por una artística reja de forja. El patio está rodeado de galerías enmarcadas por arcos y a su vez se llega a la ermita por tres grandes arcos que flanquea otra galería a modo de porche, que protege la fachada del edificio. Está formada por tres naves con una capilla cerrada por una verja en el arco redondo del crucero. En el altar mayor hay un hermoso retablo de estuco, donde se abre un arco que es el lugar donde se encuentra la imagen de la Virgen. La techumbre del edificio la coronan la cúpula central, y dos torres pequeñas de las capillas laterales, destaca desde fuera la espadaña del campanario dando al conjunto un aspecto agradable.
- Plaza de España: En el casco antiguo hay una amplia representación de arquitectura popular. En la plaza de España, se puede ver el Paseo de las Barandas de 1929, ejemplo del tipo de plaza característico de los pueblos extremeños de llano. Rodeando esta plaza, hay una muestra de las típicas casas señoriales y blasonadas, casi todas ellas encaladas al estilo de los pueblos del sur. En uno de los costados de la plaza de España se encuentra la Casa de la Cultura, antigua casa solariega de arquitectura popular, remodelada y actualmente redecorada para acoger el museo del pueblo, la biblioteca, auditorio y distintas salas de exposiciones y reuniones destinadas a promover y motivar los movimientos culturales del pueblo.

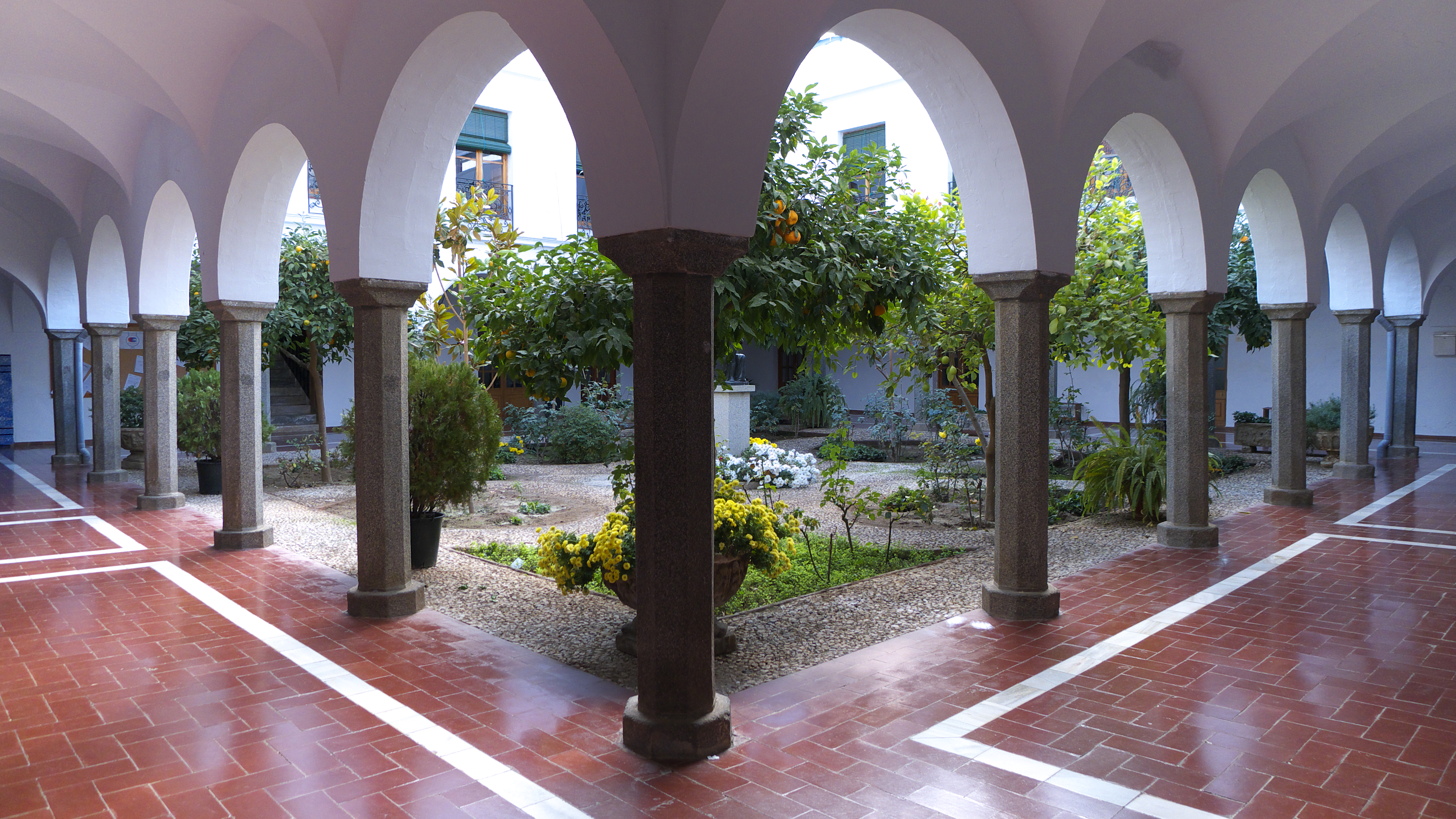
Palacio de la Encomienda

- Palacio de la Encomienda: Es un edificio construido hacia 1515-1550 y es uno de los pocos que quedan de esta típica arquitectura de la Orden de Santiago, siendo el mejor conservado de España[cita requerida]. Posee una amplia fachada y en un lateral se alza la torre del homenaje que da al palacio un aspecto de fortaleza. La puerta principal da acceso a un patio central, rodeado de corredores, con arcos y columnas perfectamente conservadas. La parte superior del patio está rodeada por una galería con balcones de rejería. En este palacio se celebró un Capítulo General de la Orden de Santiago presidido por el Gran Maestre Juan Pacheco, y a la que asistió Jorge Manrique.
- Capricho de Cotrina es un edificio de unos 120 m² visible desde la carretera que va a Zafra que empezó a construirse en 1989 y que aún está inacabado. Es el resultado de la imaginación de su creador, Francisco González Gragera. Se está construyendo a base de mampostería de Piedra Caliza, mortero de cemento y ladrillo. Está revestido con mosaico de varios colores y tiene formas curvas y redondeadas en su totalidad, con motivos ornamentales. Se pueden ver figuras de animales y la réplica de la Corona Real Española, como remate de una de las estancias. Está pensado para ser habitado como vivienda, y a su alrededor hay otras construcciones del mismo estilo, como un estanque con una cascada y una fuente dedicada, según su dueño, al hombre del campo. También tienen un taller de artesanía con objetos fabricados en mármol que se encuentran de venta al público.
- Pilares distribuidos por la localidad.
- Monumento a los donantes de sangre, en la nueva rotonda de la calle Mérida. Es un monolito de más de tres metros de altura realizado en hormigón, yeso, ladrillo y miles de pedazos de azulejos de diferentes colores. Fue creado por el artista Francisco González Grajera y su hijo Roberto. Destaca en esta obra un brazo extendido del que gotea sangre sobre un campo de flores, que simbolizan el inicio de la vida.
- Los Santos de Maimona es localidad de paso del Camino de la Frontera hacia Santiago de Compostela.[9]

## Administración y política
| Partido político                         | 2023  | 2023  | 2023       | 2019  | 2019  | 2019       | 2015  | 2015  | 2015       | 2011  | 2011  | 2011       | 2007  | 2007  | 2007       |
| Partido político                         | %     | Votos | Concejales | %     | Votos | Concejales | %     | Votos | Concejales | %     | Votos | Concejales | %     | Votos | Concejales |
| Partido Popular (PP)                     | 59,30 | 2853  | 8          | 54,89 | 2601  | 7          | 60,84 | 2680  | 8          | 39,29 | 1994  | 5          | 24,85 | 1280  | 3          |
| Partido Socialista Obrero Español (PSOE) | 37,91 | 1824  | 5          | 34,48 | 1634  | 5          | 36,48 | 1607  | 5          | 30,40 | 1543  | 4          | 57,64 | 2969  | 8          |
| Ciudadanos (CS)                          | 0,58  | 28    | 0          | 9,15  | 434   | 1          | –     | –     | –          | –     | –     | –          | –     | –     | –          |
| Ciudadanos Independientes (CISex)        | –     | –     | –          | –     | –     | –          | –     | –     | –          | 28,47 | 1445  | 4          | 16,35 | 842   | 2          |

## Cultura

### Medios de comunicación
Prensa escrita
El municipio cuenta con su propio periódico local, Hoy Los Santos de Maimona, corresponsalía del diario regional Hoy Diario de Extremadura.